# Portugalska reprezentacija u nogometu na pijesku
Portugalska reprezentacija u nogometu na pijesku predstavlja Portugal u nogometu na pijesku. Ona je pod kontrolom Portugalskog nogometnog saveza. 

## Uspjesi
- FIFA Svjetsko prvenstvo u nogometu na pijesku: 1
  - 2001.

- Euroliga u nogometu na pijesku: 2
  - 2002., 2007.

## Vanjske poveznice
- FIFA.com profil  Arhivirana inačica izvorne stranice od 12. listopada 2017. (Wayback Machine)